# Hærulfstenen
Hærulfstenen er en dansk runesten fra 800-tallet. Den står ved Hærvejen ca. 1 km nordøst for Hovslund Stationsby og kaldes også for Øster Løgum-stenen efter sognet. Stenen har været kendt siden 1592. Efter nederlaget i 1864 blev den flyttet til Tyskland, men i 1951 kom den tilbage til sin oprindelige plads.

## Historie
Runestenen har været kendt siden 1592, og dens tidligst kendte plads var på en mark ved Hovslund umiddelbart vest for "Oxevejen" fra Haderslev. I begyndelsen af 1800-tallet omtales den som stående i en jordvold. 200 m øst for stenen findes en bronzealderhøj (Strangelshøj) med en 2 meter høj bautasten. Et sagn fortæller, at stenen vender sig, når den lugter brød.
Stenen blev fredet i 1854, hvorved den blev kong Frederik 7.s ejendom. Samtidig blev den flyttet fra den oprindelige plads til en lille græsplæne i nærheden.
Frederik Karl af Preussen, der var historisk interesseret, tog efter den 2. Slesvigske Krig i 1864 stenen som krigsbytte og lod den opstille ved sit jagtslot Dreilinden mellem Potsdam og Berlin. Den var blot en blandt mange ting, heriblandt fund fra Nydam Mose og Istedløven, som blev taget ud af landet. Da krigen var ovre begyndte Danmark at gøre krav på at få stenen tilbage men uden held. Det fortsatte helt til 1951, hvor Berlins borgmester Ernst Reuter tog initiativ til, at Hærulfstenen kom tilbage til Danmark som en forsonende gestus. Den står nu nær sin oprindelige plads.

## Beskrivelse og inskription
Hærulfstenen er 124 cm høj og 24-59 cm bred. Den er af granit
Indskriften består af blot ti karakterer.
| Translitteration | : hairulfR : |
| Transskription   | HærulfR.     |
| Oversættelse     | Hærulf.      |

Indskriften skal læses nedefra og op og lyder 'Hærulf', som er et mandsnavn. Det er meget karakteristisk for de tidligste runesten, at de er kortfattede.